# Seth (Marvel Comics)
Pour les articles homonymes, voir Seth (homonymie).
Ne doit pas être confondu avec Set, un personnage de Marvel Comics inspiré de l’œuvre de Robert E. Howard.
Seth est un divinité et un super-vilain évoluant dans l'univers Marvel de la maison d'édition Marvel Comics. Créé par les scénaristes Roy Thomas et Bill Mantlo et le dessinateur Sal Buscema, le personnage de fiction apparaît pour la première fois dans le comic book Thor (vol. 1) #240 en octobre 1975.
Le personnage est inspiré de son équivalent Seth de la mythologie égyptienne. Il fait partie de l’Ennéade (Heliopolitans (en) en VO), un groupe de dieux égyptiens. C'est un ennemi récurrent du dieu nordique Thor et des Asgardiens.

## Biographie du personnage

### Origines et parcours
Seth appartient au panthéon des dieux égyptiens. Il est le Dieu du mal, de la mort et de la malchance.
Dans le passé, le mutant Apocalypse se fit passer pour Seth afin de propager la violence et la guerre, dans le but de rendre plus forte la race humaine.
Seth a engendré deux démons : Gog et Magog (qui furent emprisonnés par le Pharaon), ainsi qu'un servant loyal, le Sphinx (en).
Après des siècles de lutte, Seth réussit à battre Horus et à enfermer tous les dieux égyptiens dans une pyramide sur Héliopolis, la dimension des Héliopolites. Il envoie au même moment des rats dévorer les racines de l’arbre Yggdrasil sur Asgard, mais son plan est découvert et stoppé par Balder et Sif. Les dieux égyptiens réussirent finalement à transporter leur prison sur Terre, et Thor et Odin parviennent à vaincre le dieu maléfique.
Plus tard, Seth et Pluton (en) s'allient à Mephisto. Grâce à d'autres dieux maléfiques, ils libèrent Demogorge (Atûm), le tueur de dieux. Ce dernier commence à les consumer mais Thor intervient et les sauve tous. Ils brisent alors leur alliance et s'enfuient.
Un jour, Seth réussit à envahir Asgard, capturant Odin quand celui-ci est affaibli par son combat contre Surtur. Il fait de Grog son lieutenant et transforme trois humains en surhommes (Earth Force). Il tient tête aux Dieux asgardiens et aux dieux celtes. Pourtant, malgré sa puissance, sa défaite est causée par l'alliance des géants, des trolls et de tous les ennemis d'Asgard, en plus de la trahison de ses trois vassaux, tués dans l'affrontement. Les dieux égyptiens les ramèrent pourtant à la vie et les renvoient vivre sur Terre.
Déchu, Seth s'installe sur Terre dans une base secrète. Il envoie trois de ses employés (la Mangouste, la Femme-sable et Bison) voler un artefact dans une base du SHIELD. Les héros Thunderstrike et Luke Cage empêchent le larcin.
Bloodaxe (en) remonte à la source et retrouve Seth dans sa base pour le tuer. Pas assez puissant pour y parvenir, il part chercher du renfort et revient avec Thunderstrike et Stellaris. Au cours du combat, la base est engloutie, et Seth s'échappe pour retrouver Loki. Malgré l'aide de ce dernier, Seth est détruit physiquement par Thunderstrike.
Il revient pourtant à la vie et essaie une nouvelle fois de détruire Asgard, quand Odin met en exécution son plan pour faire croire à Yggdrasil que Ragnarök avait déjà eu lieu. Il comptait en effet sauver Asgard de la fin des temps et avait transformé tous les Asgardiens en mortels, ayant oublié leur autre vie. Mais Seth est trahi par Loki. Pour se venger, Seth le change en bois. Finalement, le dieu maléfique est vaincu par Odin.
Plus récemment, il contacta Black Spectre (en) et Morpheus (en), des ennemis de Moon Knight, pour en faire ses serviteurs.

## Pouvoirs et capacités
En tant que dieu du panthéon égyptien, Seth possède les attributs physiques surhumains, notamment une force surhumaine lui permettant de soulever 75 tonnes (il pouvait soulever environ 90 tonnes lorsqu’il possédait encore ses deux mains), une résistance accrue et une longévité incroyable, qui se rapproche de l'immortalité. Il est par ailleurs immunisé aux maladies terrestres.
Virtuellement immortel, il ne peut être tué que par la dispersion d’une part importante des molécules de son corps ; mais même ainsi, il semble que son pouvoir sur la vie et la mort lui permettre de revenir malgré tout à la vie, sous une forme ou une autre. Ainsi, si son corps est détruit, il semble incapable de mourir, se réincarnant dans des corps artificiels préparés à l’avance.
Au combat, Seth utilise une lame noire enchâssée dans son moignon droit. Le métal mystique composant cette arme semble incassable et aussi résistant que l'uru. On l'a aussi vu se servir d'une lance et d'une masse. C'est un combattant expert, aussi bien en combat armé que non armé. Mais depuis qu’il a perdu sa main droite, il préfère se reposer sur ses pouvoirs mystiques, notamment ses rafales d'énergie.
- Le contact physique avec Seth est fatal pour tout mortel le touchant[1].
- Il peut hypnotiser ses adversaires d'un simple regard, projeter de puissantes rafales de force de concussion à partir de ses mains, accélérer le vieillissement d'autres personnes, manipuler la matière organique (en la transmutant en bois par exemple), provoquer des explosions grâce à des décharges d’énergie, accroître la taille des objets et se transformer physiquement pour adopter la forme et l’apparence d’un gigantesque serpent. Il peut aussi absorber les pouvoirs d’autres dieux et ouvrir des portails interdimensionnels[1].
- On l'a aussi vu commander au feu de l'enfer. Il se sert de ce pouvoir pour « marquer » ses ennemis de son sceau, les informant ainsi qu’il leur livrera un combat à mort lors de leur prochaine rencontre[1].
- Grand mystique, il commande aux habitants et monstres du monde souterrain ; il peut conjurer des esprits, harpies, démons et autres vermines, comme les rats[1]. Il serait aussi capable de modifier le climat d'une zone ou de dérégler les conditions climatiques.
- Il est doué de télépathie, mais ne se sert de ce pouvoir que pour contacter directement une personne. Il peut également projeter son corps astral hors de son corps physique[1].

Il a développé tout un arsenal d’armes offensives uniques dont il a doté ses armées, ainsi que nombreuses techniques de manipulations génétiques sur les êtres mortels.
Il a souvent été invoqué par divers mystiques et adorateurs maléfiques afin d'obtenir de lui des faveurs diverses, mais l’étendue des capacités que Seth peut octroyer n'est pas définie précisément.